# Slow art

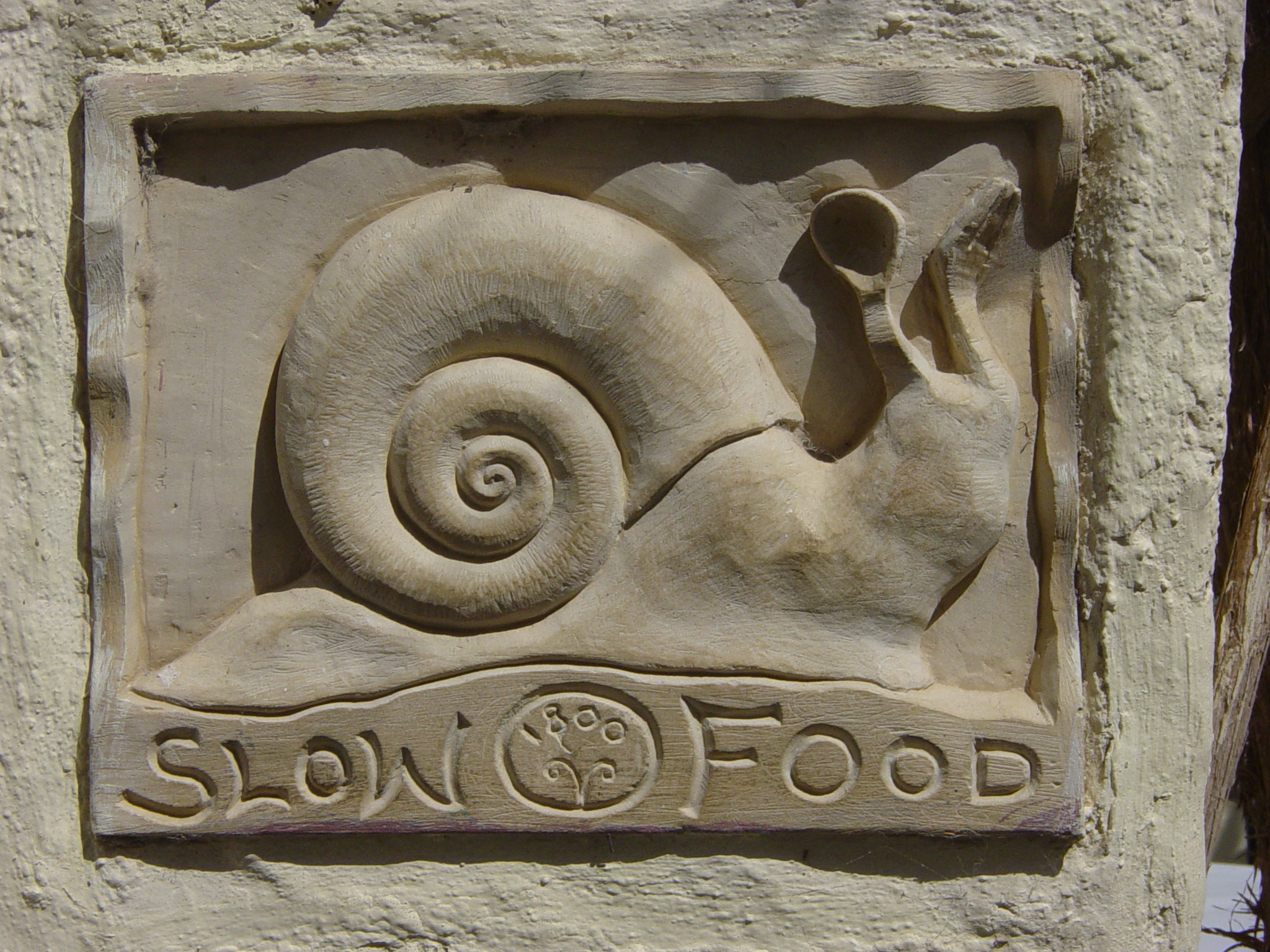
Slow food, moviment ecologista..

El concepte de slow art («art lent») va ser llançat a principis de la dècada del 1990 per artistes ecologistes francesos, seguint el moviment slow food, per oposar-se a l'explosió d'un mercat d'art consumista i especulatiu i reivindicar valors estètics ecològics com el reciclatge i l'artesania. L'art ambiental segueix els principis ecològics en plena natura.

## Antecedents
Des de fa vint-i-cinc anys s'utilitza el terme Slow Art per reivindicar aquests mateixos valors, però també, d'una manera més rotunda:
- l'elecció d'una pràctica artística inscrita en les regles clàssiques de la història de l'art
- una creació que «el procés creatiu del producte acabat»
- o fins i tot la necessitat de dedicar-se a mirar l'art, amb la creació de Slow Art Day, ja queavril 2009Abril 2009, seguit de molts museus internacionals.

## Història
El concepte de slow art s'exposa per primera vegada al llibre i a l'exposició col·lectiva Pro-creation ? celebrat a la Kunsthalle de Fribourg (Suïssa) l'any 1993, on els artistes van qüestionar la responsabilitat de l'artista-productor i van condemnar la necessitat que els artistes inundissin el mercat per existir en l'era de l'emergència ecològica. A continuació, pretenen frenar la màquina econòmica devastadora de l'art, per produir Slowqüestionant el lloc de la productivitat artística davant els excessos humans que saturen una superfície terrestre cada cop més limitada.

## Idees[5]
- Fomentar l'art que respecti l'ètica ambiental «Si fem alguna cosa malgrat tot -el respecte per l'ecologia implicaria que no fabriquem res-, s'ha de fer "lentament" i molt bé»
- Oposar-se als efectes depreciadors del Mercat de l'Art que condueix a una sobreproducció normalitzada que no es preocupa pels valors de la creativitat individual.
- Defensa la diversitat i la pràctica de les tècniques artesanals «Sortim de les tècniques quasi oblidades dels calaixos, perquè la biodiversitat del coneixement minvant, les hem d'aprendre, com els llibres en Fahrenheit 451. Aquests treballs requereixen realitzacions complexes, és slow art on la tècnica es porta al màxim»
- Fomentar una filosofia del desenvolupament del procés creatiu, «la inspiració artística no es pot limitar als estàndards imposats i requereix que l'oci es desenvolupi segons el seu ritme natural.»[6]
- Fomentar l'observació acurada de l'art mitjançant programes de divulgació per a adults i nens «Slow Art Day és un esdeveniment global de voluntariat amb una missió senzilla: ajudar més persones a descobrir per si mateixes l'alegria d'estimar i veure l'art».